# ليندا باك (ممثلة)
ليندا باك (هانغل: 린다 박) (بالإنجليزية: Linda Park)‏ هي ممثلة أمريكية وكورية جنوبية، ولدت في 9 يوليو 1978 بسول في كوريا الجنوبية.

## أعمال

### أفلام
- (2001) الحديقة الجوراسية 3[5][6]

### مسلسلات
- إن سي آي إس
- ستار تريك إنتربرايز
- كاسل
- هاوس

## وصلات خارجية
- ليندا باك على موقع IMDb (الإنجليزية)
- ليندا باك على موقع ميتاكريتيك (الإنجليزية)
- ليندا باك على موقع روتن توميتوز (الإنجليزية)
- ليندا باك على موقع ألو سيني (الفرنسية)
- ليندا باك على موقع أول موفي (الإنجليزية)
- ليندا باك على موقع قاعدة بيانات الأفلام السويدية (السويدية)
- ليندا باك على موقع قاعدة بيانات الفيلم (الإنجليزية)
- ليندا باك على موقع كينوبويسك (الروسية)